# Trol (Tolkien)
Trollen zijn wezens die voorkomen in de trilogie In de Ban van de Ring van J.R.R. Tolkien.

## Beschrijving
In de boeken van Tolkien zijn trollen sterke domme wezens die in steen veranderen als ze door de zon beschenen worden. Trollen zijn meestal gewapend met een bijl of hamer om hun tegenstanders te verpletteren. Ze doden dan ook vaak per ongeluk orks. Vaak worden trollen gebruikt om grote oorlogsvoorwerpen te verplaatsen.
In de Eerste Era worden vele trollen door Morgoth gerekruteerd om te vechten tegen de Noldor. Ook wordt gezegd dat Morgoth de vechtende trollen had geschapen uit een ouder ras als bespotting van enten, zoals orks een bespotting van de elfen waren.
Ook Sauron en de Tovenaar-koning van Angmar hebben vele trollen in hun gelederen. In De Hobbit komen Bilbo Balings en de dertien Dwergen een groep van drie niet-gelieerde berg- of steentrollen tegen: Bert, Tom en Willem. De orks die het Reisgenootschap van de Ring in de mijnen van Moria aanvielen hadden een grottrol bij zich.

### Olog-hai
In de laatste jaren van de Derde Era schept Sauron een nieuw ras van trollen, Olog-hai genoemd. Ze kwamen voor in het zuiden van het Demsterwold, nabij Dol Guldur en de bergen rond Mordor. Ze waren in alle opzichten superieur aan de andere trollen, ze waren sterker, slimmer en bekwamer met de wapens en ze konden overleven in het zonlicht doordat ze onder het bevel stonden van Sauron, hetgeen hun andere soortgenoten niet konden. In de Slag van de Morannon vochten de Olog-Hai mee tegen Aragorn en de legers van Gondor, Dol Amroth en Rohan.

### Andere trollenrassen
Er zijn verschillende trollenrassen:
- Bergtrollen
- Grottrollen
- Heuveltrollen
- Sneeuwtrollen
- Steentrollen